# Hirschsprungske Samling
Den Hirschsprungske Samling is een Deens museum aan de Stockholmsgade in Kopenhagen, gewijd aan beeldende kunst, merendeels uit de 19e eeuw en van kunstenaars uit Denemarken.
Samen met Statens Museum for Kunst, Statens Naturhistoriske Museum, Davids Samling, Filmhuset en het aan de Deense koningen gewijde museum in paleis Rosenborg, behoort Den Hirschsprungske Samling tot de groep van zes 'Parkmuseerne' (Parkmusea) aan de Østre Anlæg en Kongens Have.

## Geschiedenis
De collectie van het museum is bijeengebracht door de tabaksfabrikant Heinrich Hirschsprung (1836-1908) en zijn vrouw Pauline Elisabeth Jacobson (1845-1912). Zij schonken hun privéverzameling van 700 werken van 19e-eeuwse Deense meesters in 1902 aan de Deense staat, die een museum liet bouwen dat in 1911 werd geopend.
Het symmetrische gebouw in neoclassicistische stijl geldt als een van de belangrijkste bouwwerken van de architect Hermann Baagøe Storck (1839-1922). Hij hield rekening met Hirschsprungs wens de omgeving niet te laten domineren door het museumgebouw zoals dat bij de historiserende architectuur van veel musea het geval was. Het lage en langgerekte gebouw werd strak, simpel, sober en open en de ingang is direct op de begane grond. Door de relatief kleine zalen maakt het museum een bijna huiselijke indruk. Bij de ingang bevindt zich een vloermozaïek van de hand van Joakim Skovgaard, waarin de gestileerde afbeeldingen van tabaksplanten herinneren aan Hirschsprungs beroep van tabaksfabrikant.
De kunsthistoricus Emil Viggo Hannover (1864-1923) was verantwoordelijk voor de catalogisering van de collectie en de inrichting van de zalen. Hij werd de eerste directeur. Het echtpaar Hirschsprung-Jacobson interesseerde zich niet alleen voor het voltooide kunstwerk, maar ook voor het artistieke proces dat tot het kunstwerk had geleid. Zij verzamelden daarom ook schetsen en studies. Samen met Hannover maakten ze van het museum een documentatiecentrum voor 19e-eeuwse Deense kunst. Hirschsprung heeft de opening niet meer kunnen meemaken, zijn vrouw nog wel.
De kunsthistorica Marianne Saabye was sinds 1986 dertig jaar lang directeur van Den Hirschsprungske Samling. Zij schreef in 2002 een biografie van het echtpaar Hirschsprung. Ze werd in 2016 opgevolgd door Gertrud Oelsner, die eind 2023 overstapte naar museum Ordrupgaard. Sinds 2024 heeft Karina Lykke Grand de leiding.

## Collectie
De collectie is chronologisch tentoongesteld. Veel ruimte is gereserveerd voor kunstenaars uit de Deense Gouden Eeuw, onder wie Christoffer Wilhelm Eckersberg, Christen Købke, Wilhelm Bendz, Wilhelm Marstrand, Martinus Rørbye, Peter Christian Skovgaard en Johan Thomas Lundbye. Ook latere 19e-eeuwse stromingen als Det Moderne Gennembrud (De Moderne Doorbraak), de Deense symbolisten en de Skagenschilders zijn goed vertegenwoordigd met werk van Erik Henningsen, Laurits Andersen Ring, Ejnar Nielsen, Joakim Skovgaard, Anna Ancher, Michael Ancher (onder meer het portret van zijn zwangere vrouw Anna uit 1884), Peder Severin Krøyer (onder meer het Portret van de familie Hirschsprung uit 1881), Kristian Zahrtmann, Harald Slott-Møller, Vilhelm Hammershøi en Georg Achen. Eén zaal is geheel aan Krøyer gewijd.
Naast schilderijen, beeldhouwwerken, tekeningen en schetsboeken herbergt het museum ook een grote collectie meubels en persoonlijke bezittingen van Deense kunstenaars uit de 19e en vroege 20e eeuw en een verzameling brieven van onder anderen Krøyer en Hammershøi. Met beiden heeft Pauline Hirschsprung intensief gecorrespondeerd.
Naast de permanente collectie organiseert Den Hirschsprungske Samling ook regelmatig kortlopende tentoonstellingen.

## Galerij

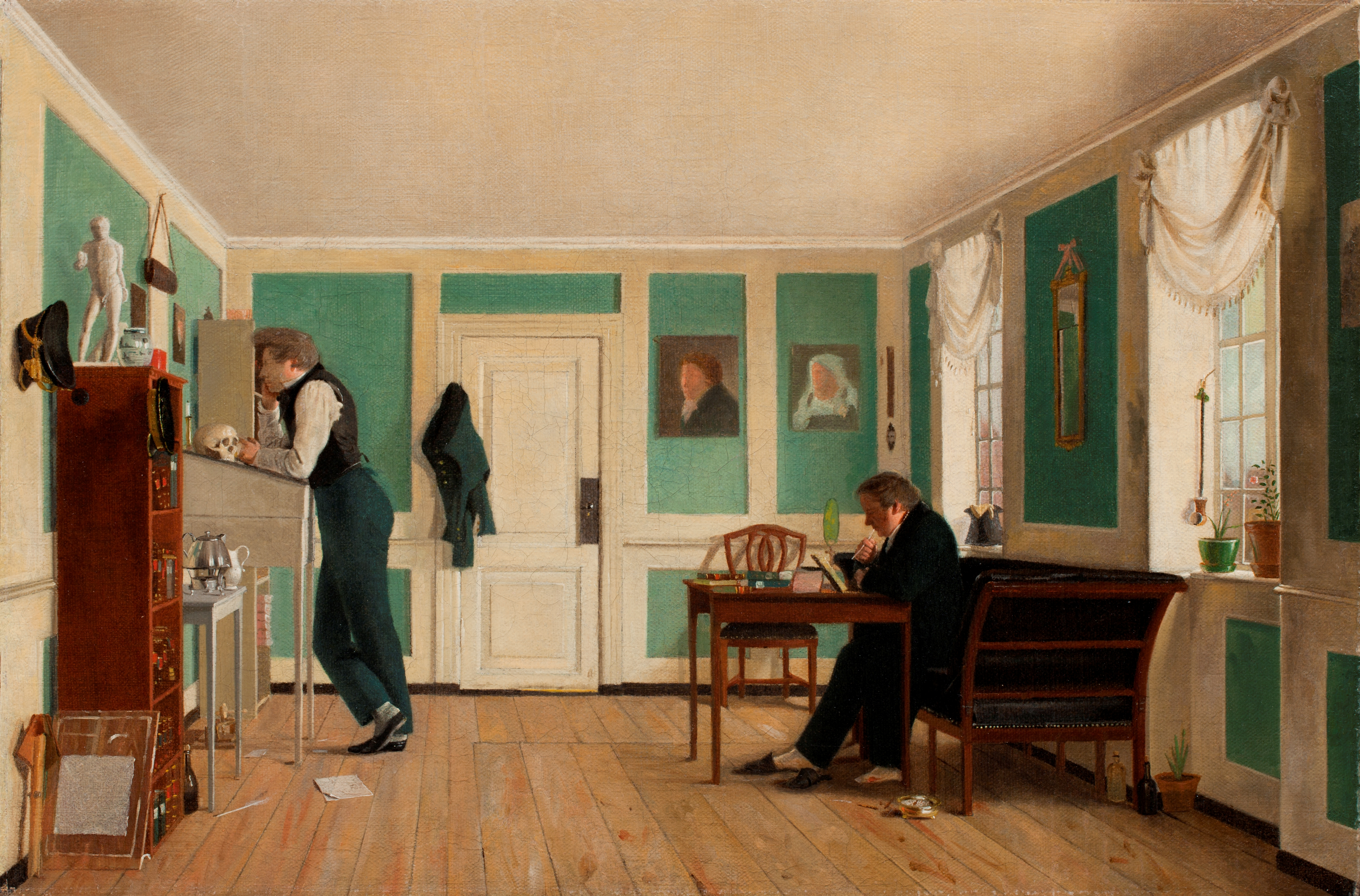
Wilhelm Bendz, Interieur uit de Amaliegade, ca. 1829
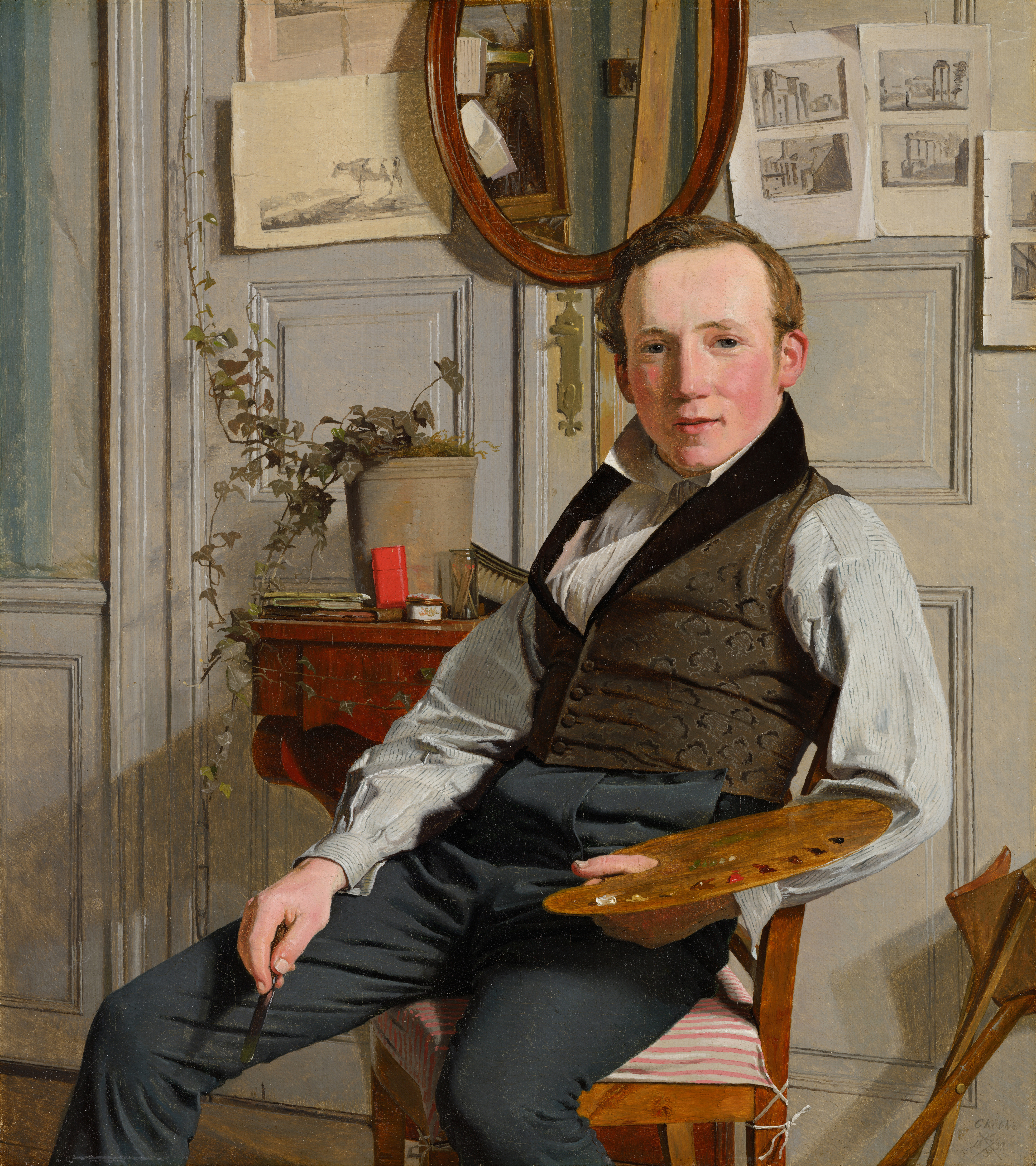
Christen Købke, Portret van de landschapsschilder Frederik Sødring, 1832
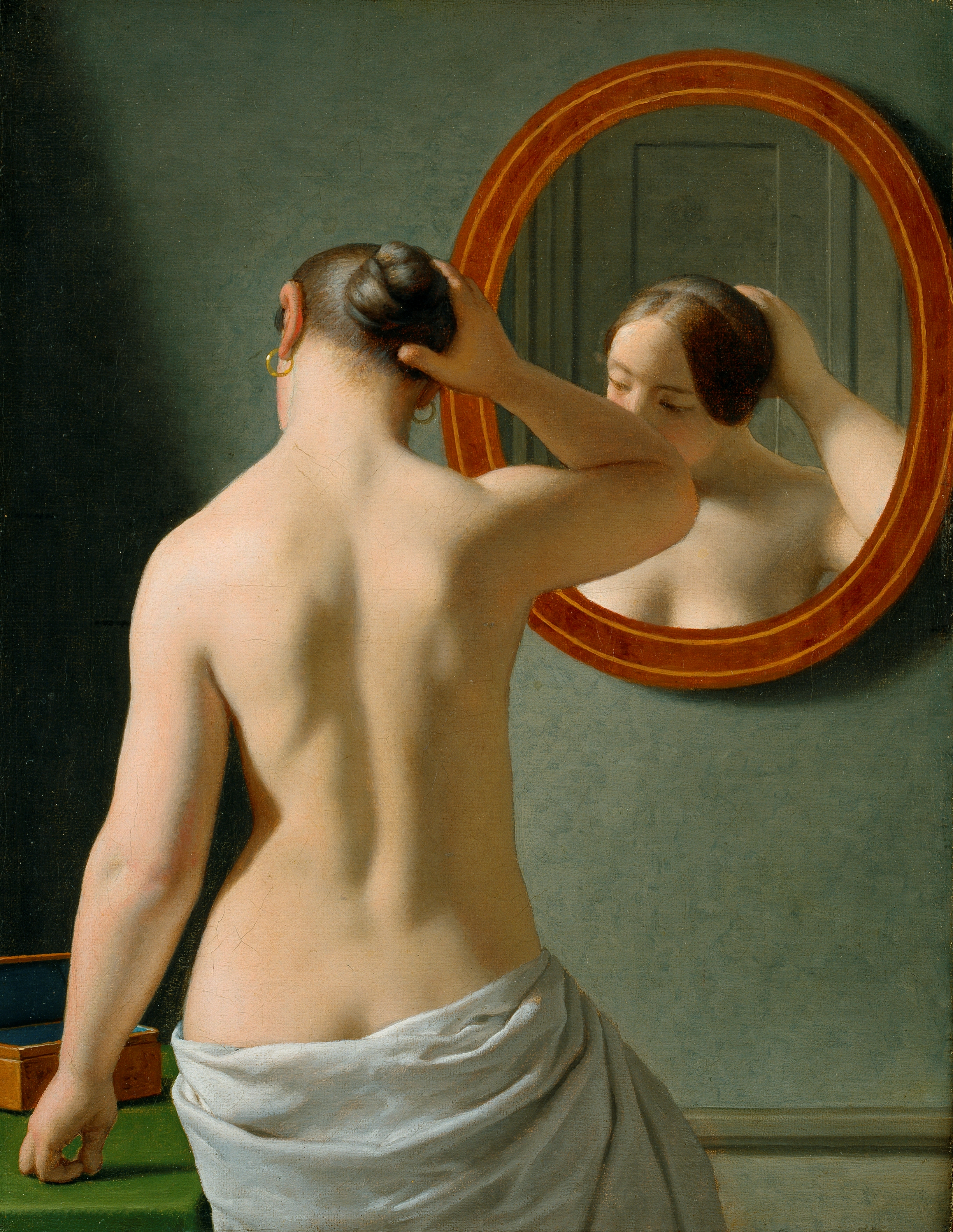
C.W. Eckersberg, Vrouw voor de spiegel, 1841
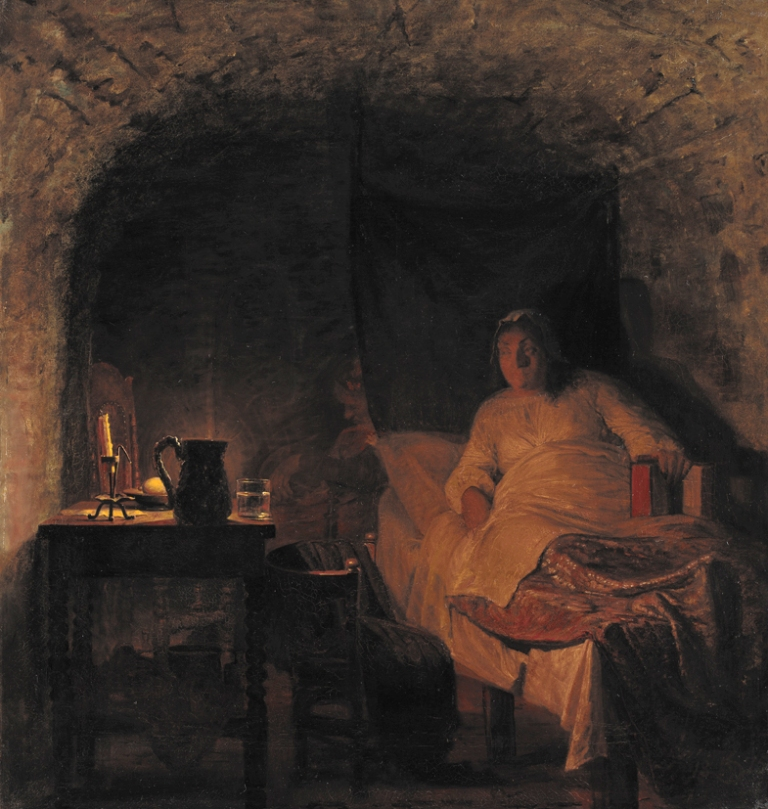
Kristian Zahrtmann, Leonora Christina in gevangenschap, 1875
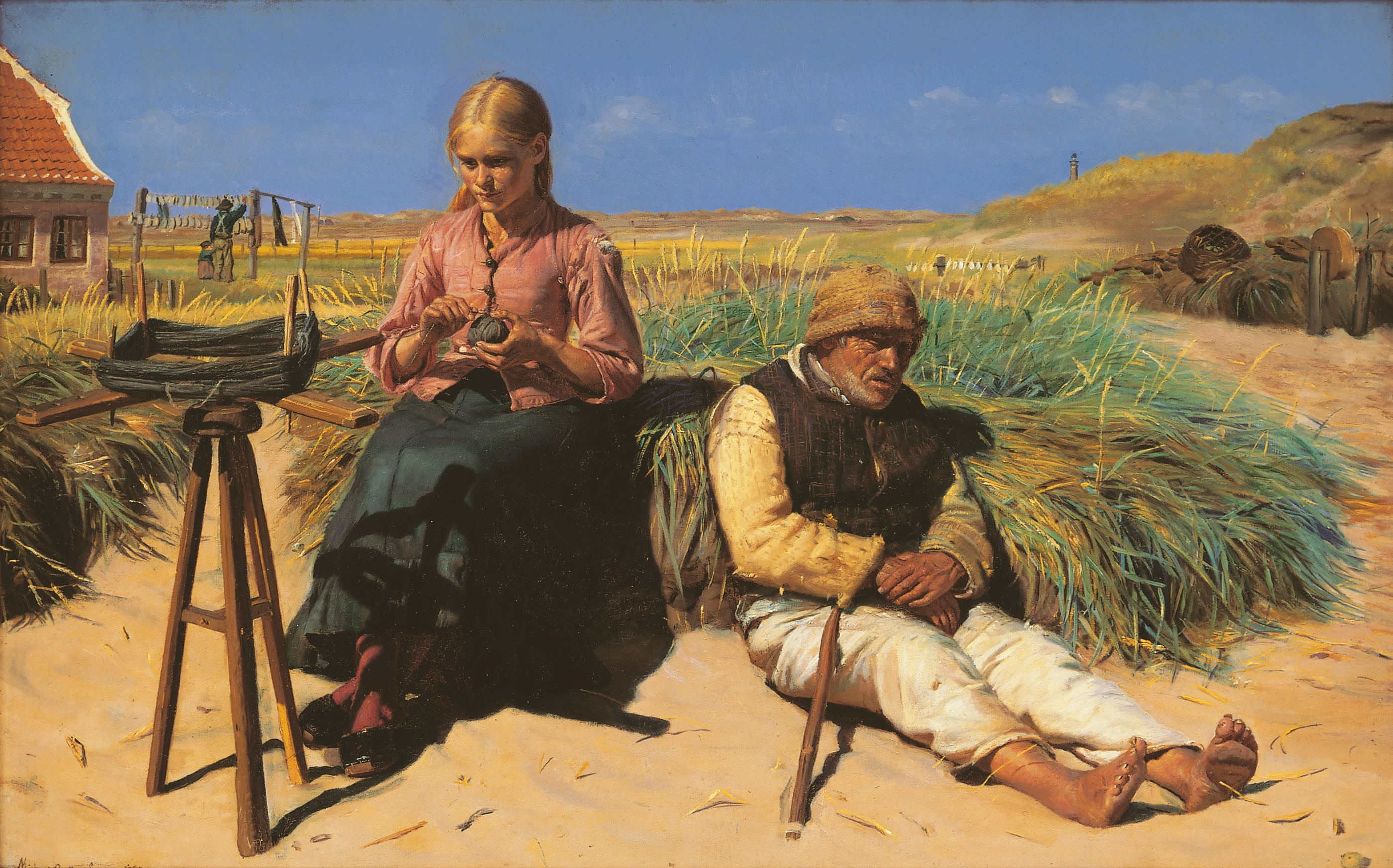
Michael Ancher, Figuren in het landschap. Blinde Kristian en Tine in het zand, 1880
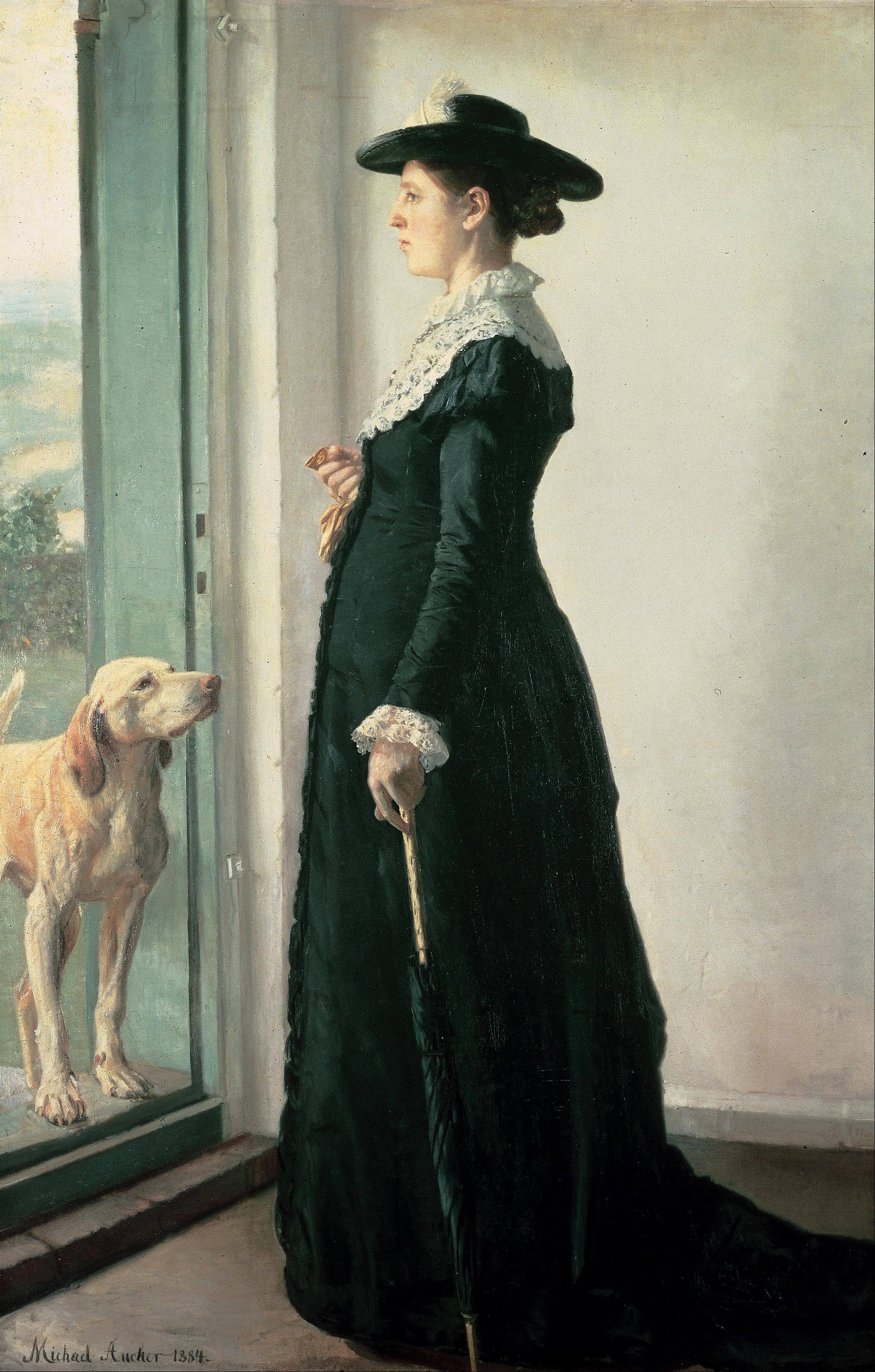
Michael Ancher, Portret van mijn vrouw Anna, 1884
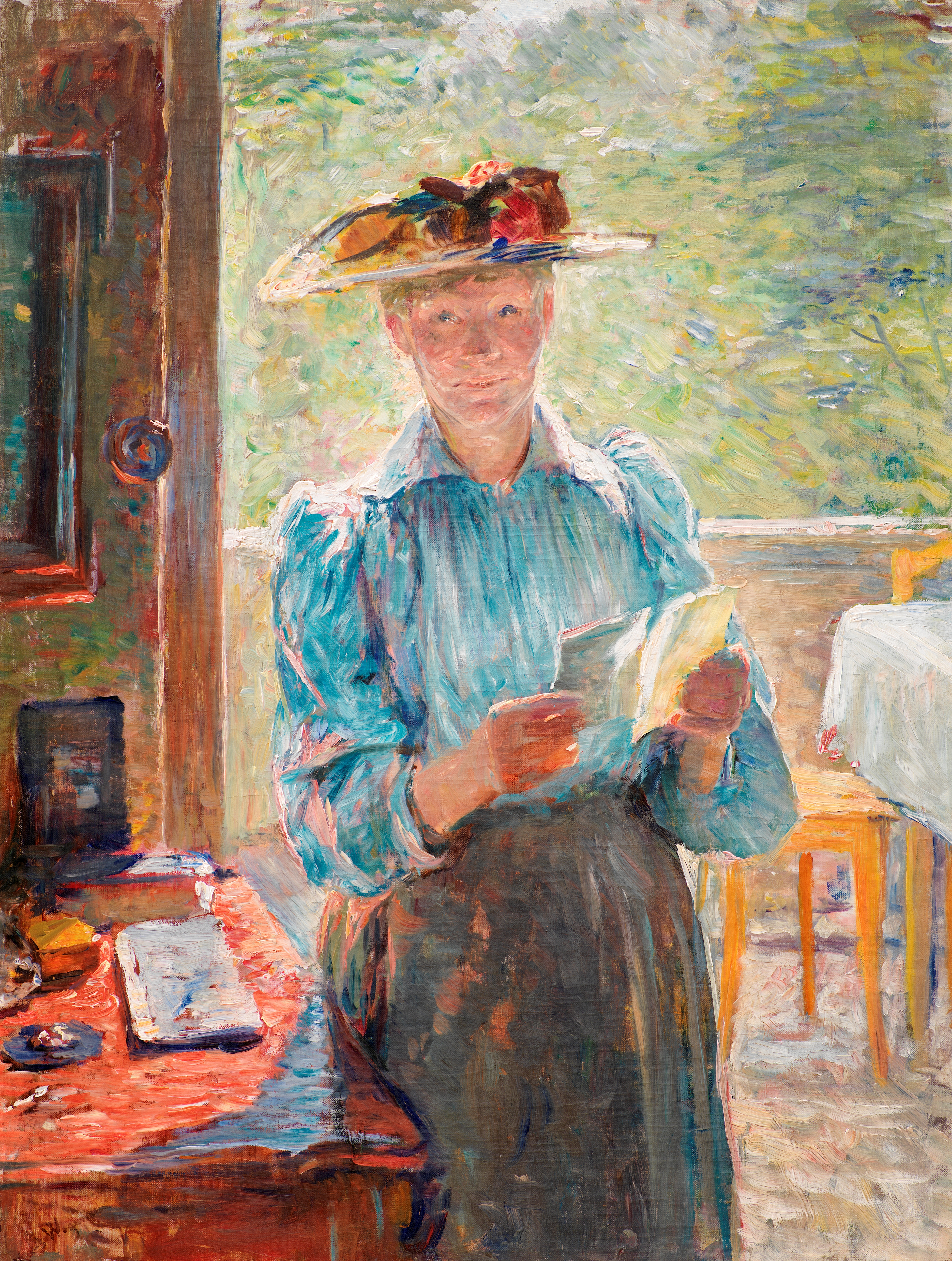
Bertha Wegmann, Portret van de Zweedse pianiste Henna Lucia Bauck, 1890
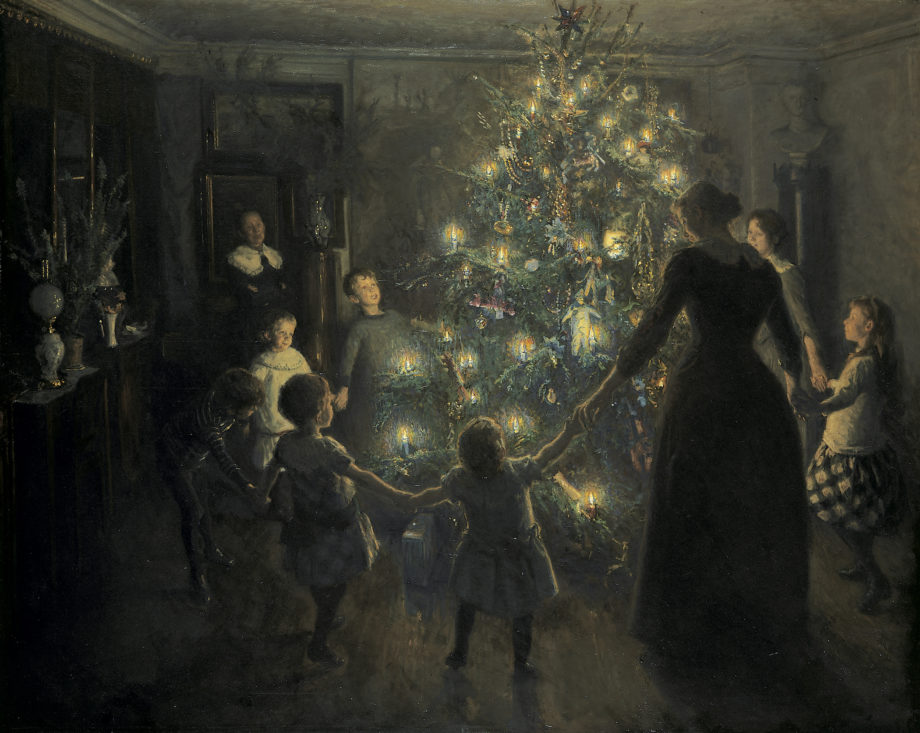
Viggo Johansen, Vrolijk kerstfeest, 1891
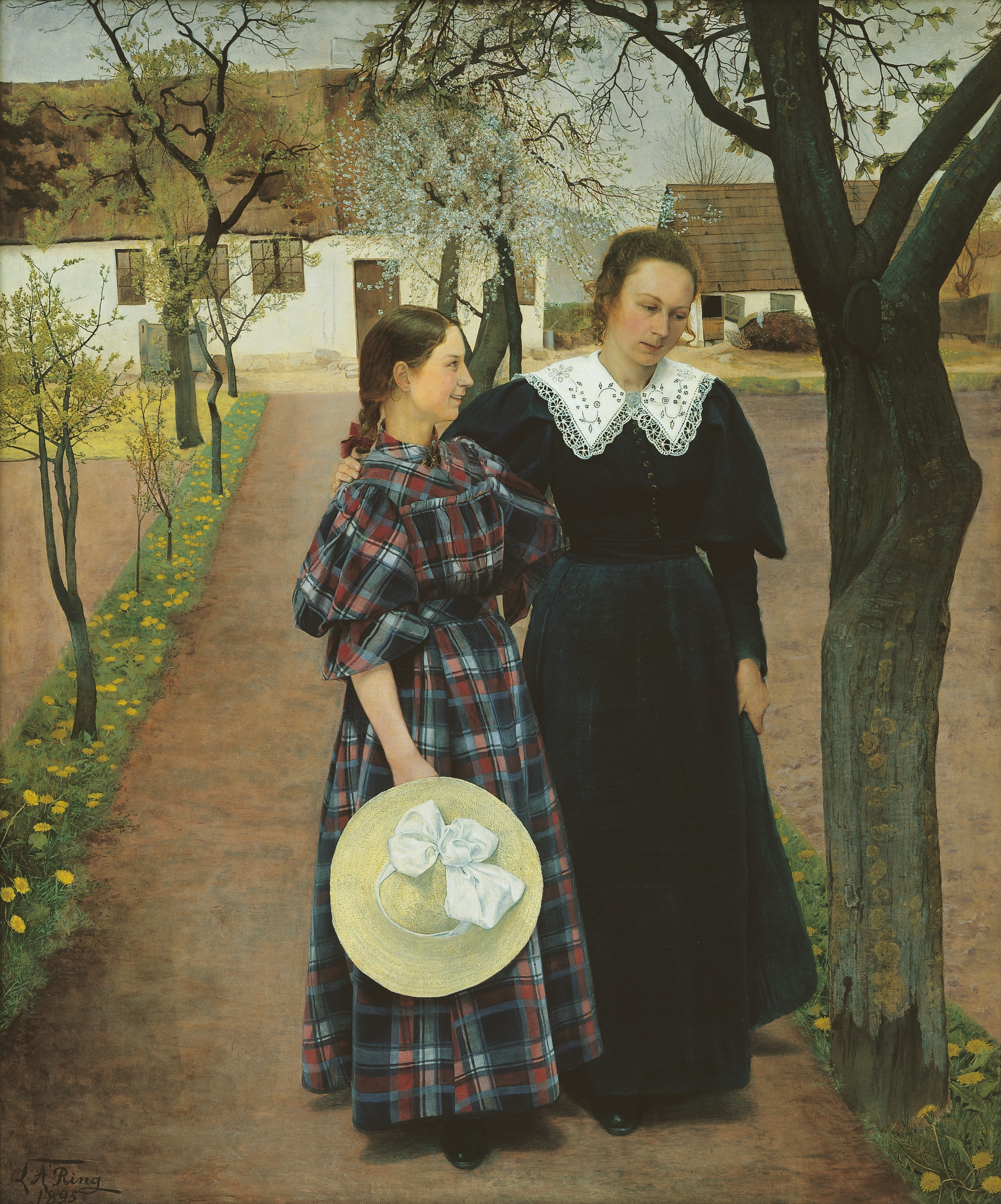
L.A. Ring, Lente, 1895
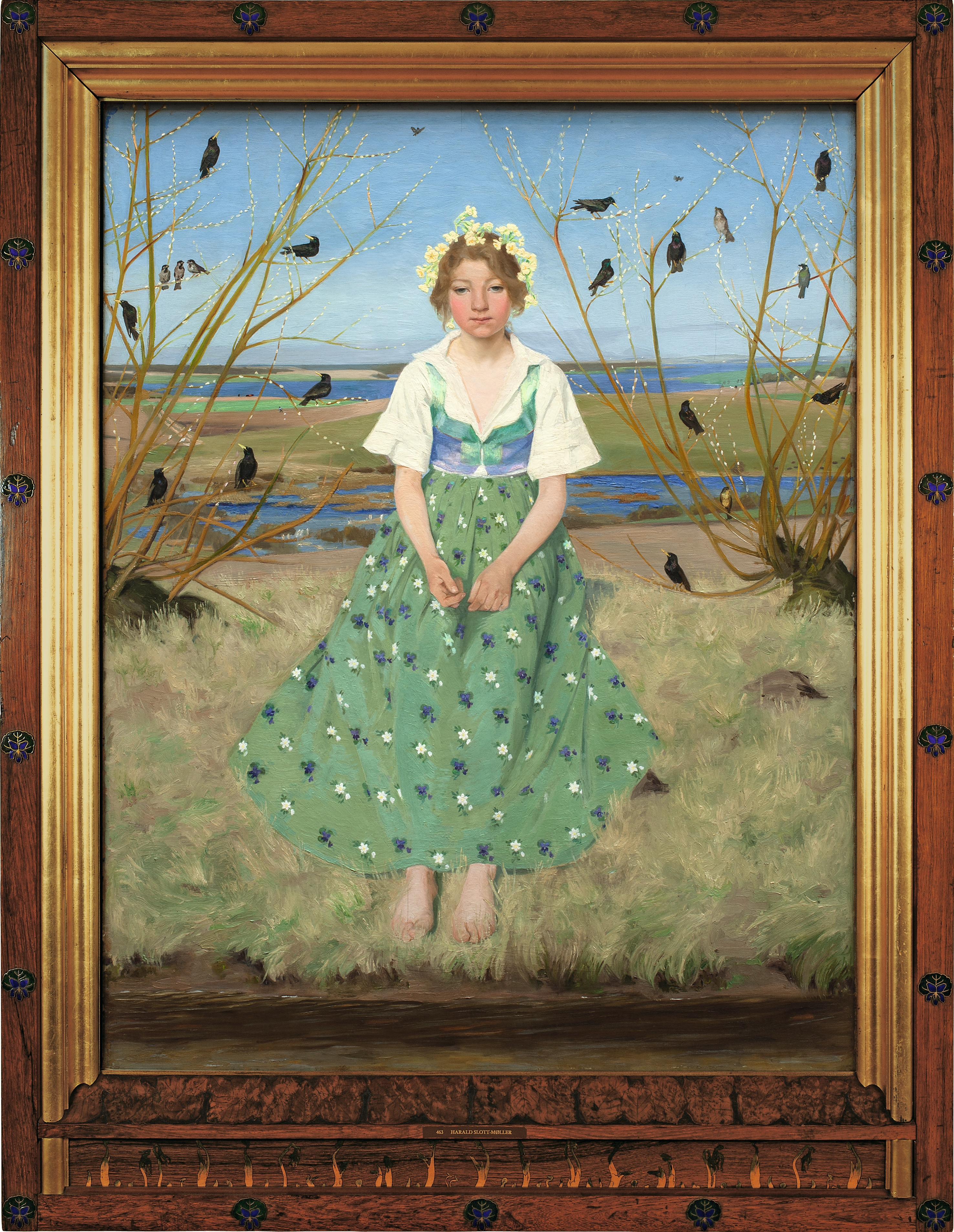
Harald Slott-Møller, Lente, 1896
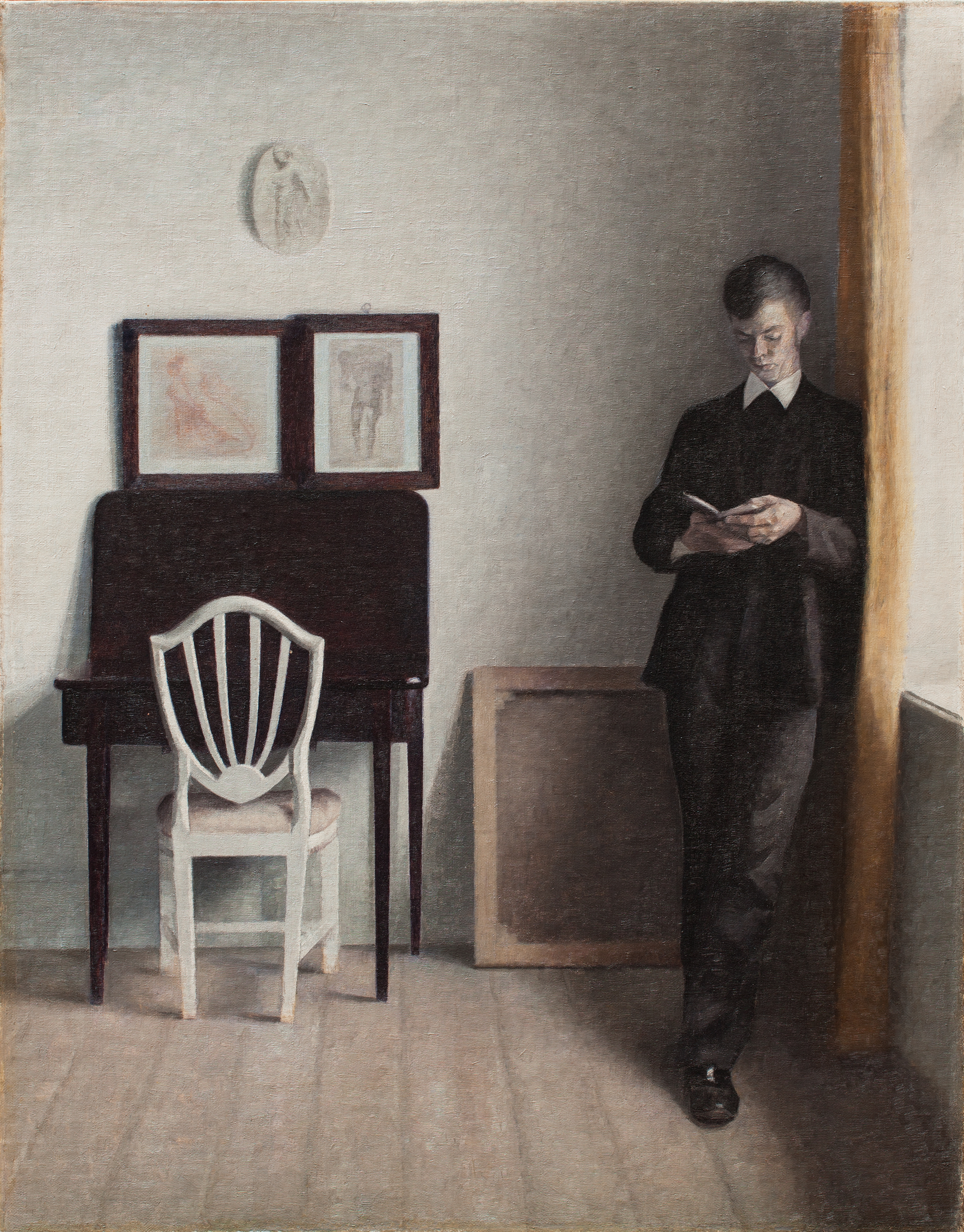
Vilhelm Hammershøi, Interieur met jonge, lezende man, 1898
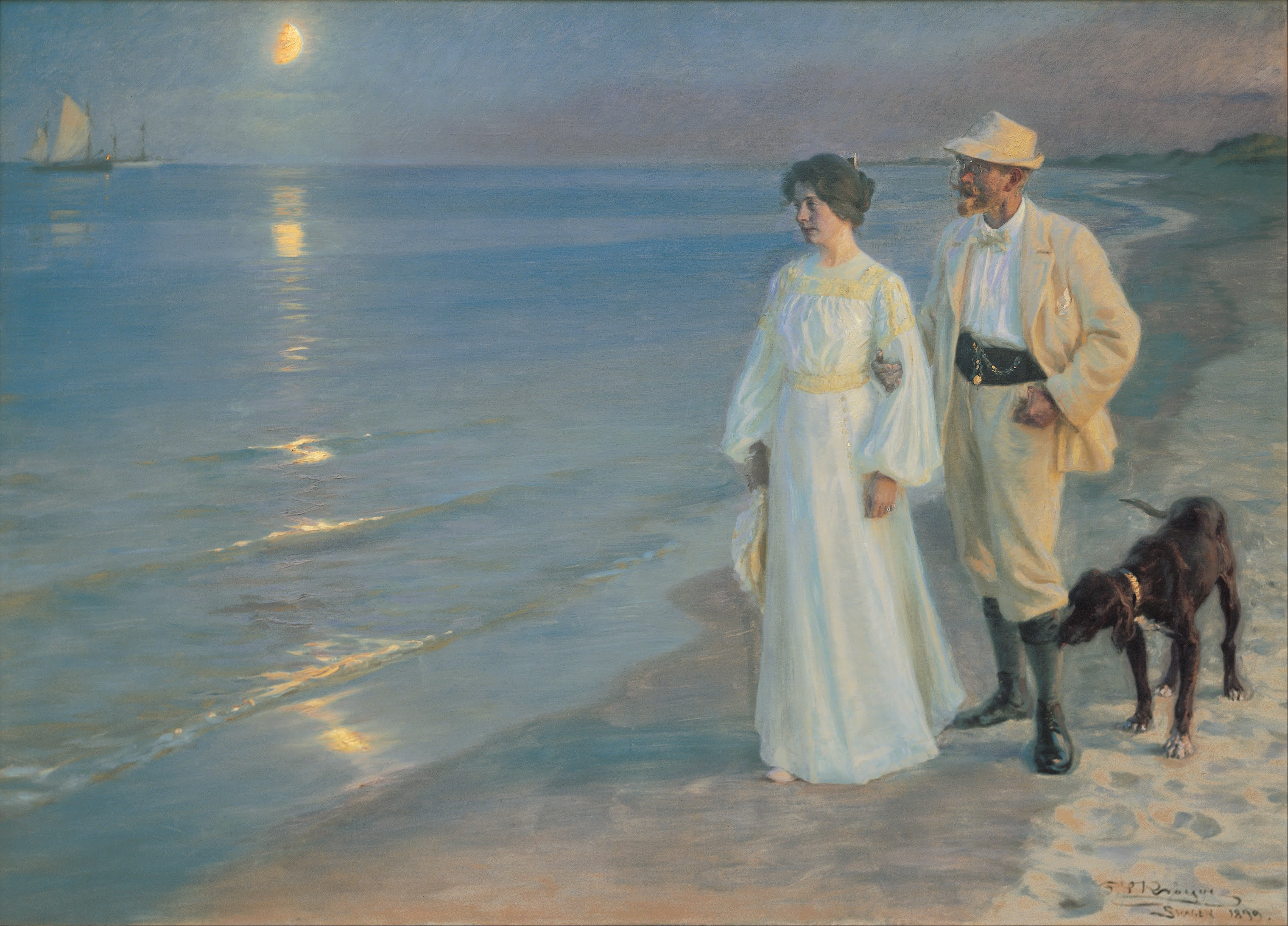
P.S. Krøyer, Zomeravond op het strand van Skagen, 1899
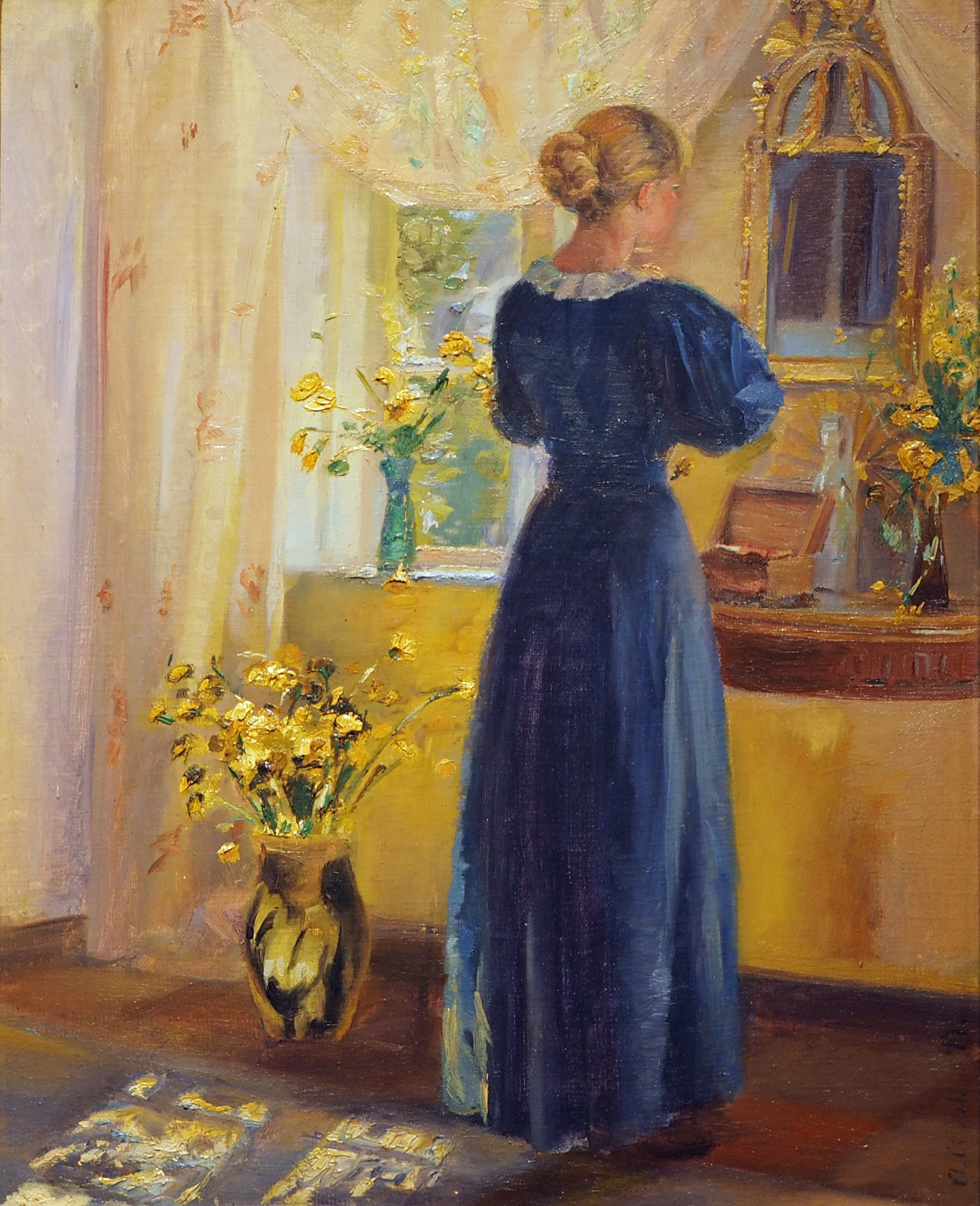
Anna Ancher, Interieur, 1899
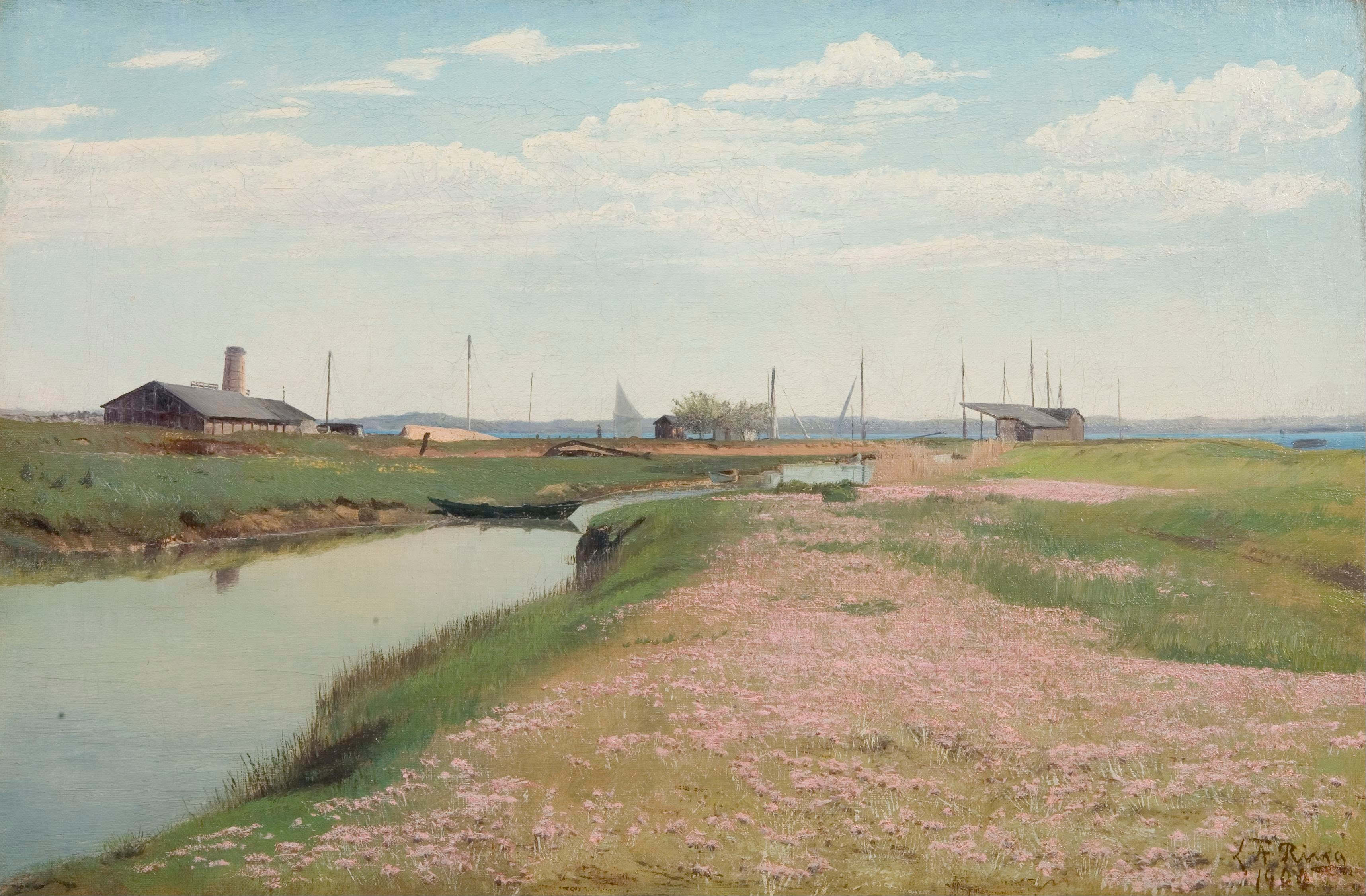
L.A. Ring, De rivier en de haven bij Frederiksværk, 1900
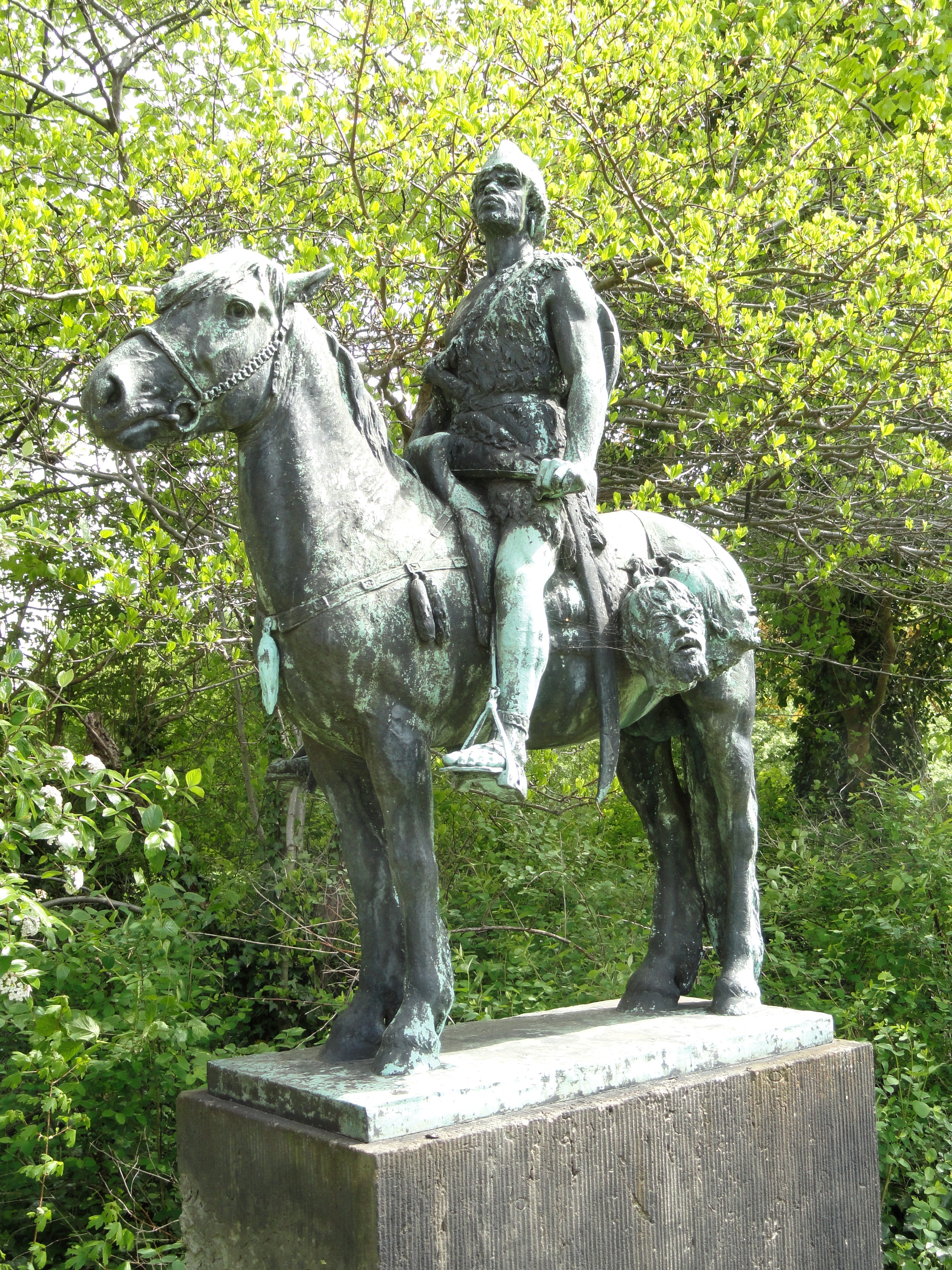
Carl Bonnesen, standbeeld En barbar, 1891 (museumtuin)